# Золотая медаль Королевского астрономического общества
Золотая медаль Королевского астрономического общества (англ. Gold Medal of the Royal Astronomical Society) — высшая награда Королевского астрономического общества Великобритании.

## История
Присуждается с 1824. До 1833 возникали ситуации, когда медалью награждали одновременно нескольких человек, с 1833 присуждалась только одна медаль в год. В 1846, после открытия Нептуна, возник спор — кому присуждать золотую медаль, поскольку на неё с равными основаниями претендовали Д. Адамс и У. Леверье. В результате золотая медаль в 1847—1848 не была присужена никому. Вместо неё в 1848 было вручено
12 памятных медалей, среди награждённых которыми были Д. Адамс и У. Леверье, а с 1849 возобновлено присуждение одной золотой медали ежегодно. Д. Адамс и У. Леверье получили золотые медали в 1866 и 1868, соответственно.
Практика ежегодного награждения одной золотой медалью продолжалась до 1963, за исключением 1867 и 1886, когда присуждалось по 2 золотые медали. Бывали годы, когда золотой медали не удостаивался никто.
С 1964 Королевское астрономическое общество ежегодно присуждает две золотые медали — медаль за выдающиеся достижения в геофизике, солнечной физике, солнечно-земной физике, или науках о земле («G-медаль»), и медаль за выдающиеся достижения в астрономии, космологии, астрофизике, астрохимии и т. д. («А-медаль»).

## Награждённые Золотой медалью
- 1824: Чарльз Бэббидж, Иоганн Ф. Энке
- 1826: Джон Гершель, Джеймс Саут, Василий Я. Струве
- 1827: Фрэнсис Бейли
- 1828: Томас М. Брисбен, Джеймс Данлоп, Каролина Гершель
- 1829: Уильям Пирсон, Фридрих В. Бессель, Генрих Х. Шумахер
- 1830: Уильям Ричардсон, Иоганн Ф. Энке
- 1831: Генри Кэтер, Мари Ш. Дамуазо
- 1833: Джордж Б. Эйри
- 1835: Мануэль Джонсон
- 1836: Джон Гершель
- 1837: Отто А. Розенбергер
- 1839: Джон Роттсли
- 1840: Джованни А. А. Плана
- 1841: Фридрих В. Бессель
- 1842: Петер А. Ганзен
- 1843: Фрэнсис Бейли
- 1845: Уильям Г. Смит
- 1846: Джордж Б. Эйри
- 1849: Уильям Ласселл
- 1850: Отто В. Струве
- 1851: Аннибале де Гаспарис
- 1852: Христиан И. Петерс
- 1853: Джон Р. Хайнд
- 1854: Карл Л. Х. Рюмкер
- 1855: Уильям Р. Дейвс
- 1856: Роберт Грант
- 1857: Генрих Швабе
- 1858: Роберт Мэн
- 1859: Ричард К. Кэррингтон
- 1860: Петер А. Ганзен
- 1861: Герман М. С. Гольдмидт
- 1862: Уоррен де ла Рю
- 1863: Фридрих В. Аргеландер
- 1865: Джордж Ф. Бонд
- 1866: Джон К. Адамс
- 1867: Уильям Хаггинс, Уильям А. Миллер
- 1868: Урбен Ж. Ж. Леверье
- 1869: Эдвард Д. Стоун
- 1870: Шарль-Э. Делоне
- 1872: Д. Скиапарелли
- 1874: Саймон Ньюком
- 1875: Генрих Л. д’Арре
- 1876: Урбен Леверье
- 1878: Эрколе Дембовски
- 1879: Асаф Холл
- 1881: Аксель Мёллер
- 1882: Дэвид Гилл
- 1883: Бенджамин А. Гулд
- 1884: Эндрю Коммон
- 1885: Уильям Хаггинс
- 1886: Эдуард Ч. Пикеринг, Чарльз Притчард
- 1887: Джордж У. Хилл
- 1888: Артур Ю. Г. Ф. Ауверс
- 1889: Морис Леви
- 1892: Джордж Дарвин
- 1893: Герман К. Фогель
- 1894: Шербёрн У. Бёрнхем
- 1895: Айзек Робертс
- 1896: Сет К. Чандлер
- 1897: Эдвард Э. Барнард
- 1898: Уильям Ф. Деннинг
- 1899: Фрэнк Макклин[англ.]
- 1900: Анри Пуанкаре
- 1901: Эдуард Ч. Пикеринг
- 1902: Якобус К. Каптейн
- 1903: Герман О. Струве
- 1904: Джордж Э. Хейл
- 1905: Льюис Босс
- 1906: Уильям У. Кэмпбелл
- 1907: Эрнест У. Браун
- 1908: Дэвид Гилл
- 1909: Оскар Баклунд
- 1910: Карл Ф. Кюстнер[англ.]
- 1911: Филип Х. Коуэлл
- 1912: Артур Р. Хинкс[англ.]
- 1913: Анри А. Деландр
- 1914: Макс Вольф
- 1915: Альфред Фаулер
- 1916: Джон Л. Э. Дрейер
- 1917: Уолтер С. Адамс
- 1918: Джон Эвершед
- 1919: Гийом Бигурдан
- 1921: Генри Н. Расселл
- 1922: Джеймс Х. Джинс
- 1923: Альберт А. Майкельсон
- 1924: Артур Эддингтон
- 1925: Фрэнк У. Дайсон
- 1926: Альберт Эйнштейн
- 1927: Фрэнк Шлезингер
- 1928: Ральф А. Сэмпсон
- 1929: Эйнар Герцшпрунг
- 1930: Джон С. Пласкетт
- 1931: Виллем де Ситтер
- 1932: Роберт Г. Эйткен
- 1933: Весто М. Слайфер
- 1934: Харлоу Шепли
- 1935: Эдуард А. Милн
- 1936: Хисаси Кимура
- 1937: Гарольд Джеффрис
- 1938: Уильям Х. Райт
- 1939: Бернар Лио
- 1940: Эдвин Хаббл
- 1943: Гарольд С. Джонс
- 1944: Отто Л. Струве
- 1945: Бенгт Эдлен[англ.]
- 1946: Ян Оорт
- 1947: Марсел Миннарт
- 1948: Бертиль Линдблат
- 1949: Сидни Чепмен
- 1950: Джоуэл Стеббинс
- 1951: Антон Паннекук
- 1952: Джон Джексон
- 1953: Субраманьян Чандрасекар
- 1954: Вальтер Бааде
- 1955: Дирк Брауэр
- 1956: Томас Д. Коулинг[англ.]
- 1957: Альбрехт О. И. Унзольд
- 1958: Андре Данжон
- 1959: Реймонд А. Литлтон
- 1960: Виктор А. Амбарцумян, Руперт Вильдт
- 1961: Герман Занстра
- 1962: Бенгт Г. Д. Стрёмгрен
- 1963: Хэрри Х. Пласкетт
- 1964: Мартин Райл (A), Морис Юинг (G)
- 1965: Джералд Клеменс (A), Эдвард Буллард[англ.] (G)
- 1966: Айра С. Боуэн (A), Гарольд К. Юри (G)
- 1967: Аллан Р. Сэндидж (A), Ханнес Альвен (G)
- 1968: Фред Хойл (A), Уолтер Х. Манк (G)
- 1969: Мартин Шварцшильд (A), Альберт Т. Прайс[англ.] (G)
- 1970: Хорес У. Бэбкок (A)
- 1971: Ричард Вулли (A), Франк Пресс (G)
- 1972: Фриц Цвикки (A), Генри И. С. Тирлеуэй[англ.] (G)
- 1973: Эдвин Э. Солпитер (A), Фрэнсис Бёрч[англ.] (G)
- 1974: Людвиг Ф. Б. Бирман (A), Кейт Э. Буллен[англ.] (G)
- 1975: Джесси Л. Гринстейн (A), Эрнст Ю. Эпик (G)
- 1976: Уильям Х. Маккри (A), Джон О. Ратклифф[англ.] (G)
- 1977: Джон Г. Болтон (A), Дэвид Бейтс[англ.] (G)
- 1978: Лайман Спитцер (A), Джеймс ван Аллен (G)
- 1979: Чарльз Г. Уинн[англ.] (A), Леон Кнопофф[англ.] (G)
- 1980: Мартен Шмидт (A), Пекерис, Хаим Лейб (G)
- 1981: А. Ч. Бернард Ловелл (A), Джеймс Ф. Гилберт[англ.] (G)
- 1982: Риккардо Джаккони (A), Гарри С. У. Мэсси (G)
- 1983: Майкл Д. Ситон[англ.] (A), Фред Л. Уиппл (G)
- 1984: Яков Б. Зельдович (A), Кейт С. Ранкорн[англ.] (G)
- 1985: Стивен Хокинг (A), Томас Голд (G)
- 1986: Александр Далгарно (A), Джордж Э. Бэкус[англ.] (G)
- 1987: Мартин Д. Рис (A), Такэси Нагата (G)
- 1988: Корнелис де Ягер (A), Дон Андерсон (G)
- 1989: Кен Паундс[англ.] (A), Рэймонд Хайд[англ.] (G)
- 1990: Бернард Пейджел[англ.] (A), Джеймс У. Данджей[нем.] (G)
- 1991: Виталий Л. Гинзбург (A), Джеральд Вассербург[англ.] (G)
- 1992: Юджин Н. Паркер (A), Дэн Маккензи (G)
- 1993: Дональд Линден-Белл (A), Петер Голдрайх (G)
- 1994: Джеймс Э. Ганн (A), Томас Р. Кайзер[нем.] (G)
- 1995: Рашид А. Сюняев (A), Джон Хафтон (G)
- 1996: Вера Рубин (A), Кеннет Крир[порт.] (G)
- 1997: Дональд Остерброк[англ.] (A), Дональд Фарли[порт.] (G)
- 1998: Джим Пиблс (A), Роберт Л. Паркер[англ.] (G)
- 1999: Богдан Пачинский[англ.] (A), Кеннет Будден[порт.] (G)
- 2000: Леон Люси[порт.] (A), Роберт Хатчинсон[порт.] (G)
- 2001: Герман Бонди (A), Генри Ришбет[порт.] (G)
- 2002: Леон Местел (A), Джон А. Джекобс[порт.] (G)
- 2003: Джон Бакал (A), Дэвид Губбинс[нем.] (G)
- 2004: Джереми Острайкер (A), Гренвилл Тернер[англ.] (G)
- 2005: Элинор М. Бербидж (A), Джефри Бербидж (A), Кэрол Джордан[англ.] (G)
- 2006: Саймон Уайт (A), Стэнли У. Г. Коули[порт.] (G)
- 2007: Леонард Д. Калхейн[англ.] (A), Найджел Вайс (G)
- 2008: Джозеф Силк (A), Брайан Кеннет[нем.] (G)
- 2009: Дэвид Уильямс[порт.] (A), Эрик Прист[англ.] (G)
- 2010: Дуглас Гоуг[англ.] (A), Джон Вудхаус[порт.] (G)
- 2011: Ричард Эллис[англ.] (A), Эберхард Груен[англ.] (G)
- 2012: Эндрю Фабиан (A), Джон К. Браун (G)
- 2013: Роджер Блэндфорд (A), Крис Чепмен[англ.] (G)
- 2014: Карлос Френк[англ.] (A), Джон Зарнецки[англ.] (G)[2]
- 2015: Мишель Майор (A), Майкл Локвуд[англ.] (G)[3]
- 2016: Джон Барроу (A), Филип Ингланд[англ.] (G)[4]
- 2017: Николас Кайзер (A), Мишель Доэрти (G)[5]
- 2018: Джеймс Хаф (A), Роберт Уайт[англ.] (G)[6]
- 2019 Роберт Кенникутт (А), Маргарет Кайвелсон[англ.] (G)[7]
- 2020 Сандра Фабер (A), Ивонна Элсуорт[англ.] (G)
- 2021 Джоселин Белл Бернелл (A), Торн Лей[англ.] (G)
- 2022 Джордж Эфстатиу (А), Ричард Хоум (G)[8]
- 2023 Джон Пикок (А), Тим Палмер (G)[8]
- 2024 Жиль Шабрие[англ.] (А), Джон-Майкл Кендалл[англ.] (G)[8]

## Прочие медали
Серебряная медаль
В двух случаях Королевское астрономическое общество награждало серебряными медалями, однако эта практика была прекращена.
Серебряных медалей удостоены:
- 1824 — К. Рюмкер, Ж.-Л. Понс
- 1827 — У. С. Стратфорд[англ.], М. Бофой[англ.]

Памятные медали 1848
Памятными медалями в 1848 были награждены: Д. К. Адамс, Д. Б. Эйри, Ф. В. Аргеландер, Д. Бишоп, Д. Эверест, Д. Гершель, П. А. Ганзен, К. Л. Хенке, Д. Р. Хинд, У. Леверье, Д. У. Лаббок, М. Уэйсс.